# UK Albums Chart
UK Albums Chart (Хит-парад альбомов Соединённого Королевства) — рейтинг продаж музыкальных альбомов в Великобритании. Составляется компанией The Official Charts Company (ОСС), публикуется на официальном веб-сайте OCC (Top 100), в Интернете на радиостанции BBC Radio 1 в программе Radio 1 (Top 40) и в журнале «Music Week» (Top 75). Полный список из 200 альбомов публикуется только бюллетенем ChartsPlus.

## История
Для того чтобы попасть в рейтинг, альбом должен удовлетворять двум условиям: включать не менее трёх треков или 20 минут; альбом не должен классифицироваться как «бюджетный» (то есть должен стоить более 4,24 фунтов). Также с 1989 года для сборников существует отдельный чарт.
Хотя альбом приносит исполнителю больший доход, чем сингл, чарт альбомов уступает в популярности UK Singles Chart, так как в нём более важным критерием являются продажи, а не количество появлений в радиоэфире и телеэкране. С переходом на MP3-носители возникло опасение, что традиционные альбомы потеряют популярность, однако в 2005 году их продажи по королевству составили рекордные 126,2 миллиона экземпляров.
В 1970-е программа нового альбомного чарта выходила на BBC Radio 1 в ночь с четверга на пятницу в 00:45, после обретения популярности она переехала в прайм-таймное время, выходя в эфир сначала в 18:05, а затем в 18:30. С 1987-го по 1993-й чарт объявлялся в обеденное время понедельника, в 1993-м был перенесён на вечер воскресенья, когда был объединён с чартом синглов. Последним местом чарта на радио была еженедельная передача на BBC Radio 2, последний выпуск которой вышел 2 апреля 2007 года.
С 2007 года компания «The Official Charts Company» определяет «альбом» как тип музыкального релиза, который включает более четырех треков и длится более 25 минут.
В феврале 2015 года было объявлено, что в связи с падением продаж альбомов и ростом популярности потокового аудио, официальный хит-парад альбомов начнёт включать потоковые данные с марта 2015 года. Суммарно хит-парад составляется с учётом продаж как физических (лазерные компакт-диски и виниловые пластинки), так и цифровых альбомов, а с 2015 года также учитывается потоковое аудио (стриминг).
В соответствии с пересмотренной методологией «The Official Charts Company» берет 12 наиболее транслируемых треков с одного альбома, причем показатели двух самых популярных песен снижаются в соответствии со средним показателем остальных. Общее количество этих потоков делится на 1000 и добавляется к чистым продажам альбома. Этот расчет был разработан, чтобы гарантировать, что альбомный чарт продолжает отражать популярность самих альбомов, а не популярность одного или двух синглов с самыми громкими хитами. Последним альбомом номер один в британском чарте альбомов, основанном исключительно на продажах был Smoke + Mirrors рок-группы от Imagine Dragons. 1 марта 2015 года альбом In the Lonely Hour певца Сэма Смита стал первым альбомом, попавшим на первое место хит-парада альбомов с учётом стриминговых потоков.

## Классическая музыка
В 2009 году компания Official Charts Company (OCC) начала составлять чарт классической музыки. В апреле 2010 года он был запущен в радиоэфир на одной из радиостанций британской корпорации «Би-би-си» — BBC Radio 3. Он выходит в эфир каждый понедельник в программе In Tune. Классический чарт состоит из следующих разделов:
- Classical Artist Albums Top 40
- Specialist Classical Albums Top 20
- Classical Compilation Albums Top 40

С 28 мая 2012 года начал выходить новый чарт синглов классической музыки.

## Рекорды
Звание наиболее успешного исполнителя в чарте зависит от используемых критериев. Альбомы группы Queen провели в чарте большее количество времени, чем альбомы других исполнителей; далее идут The Beatles, Элвис Пресли и U2. В то же время альбомы Beatles дольше всех возглавляли чарт, а Пресли — находились в первой десятке.
Исполнители с наибольшим количеством альбомов, занимавших первое место
- The Beatles — 15[16]
- Робби Уильямс — 14[16]
- The Rolling Stones — 14[16]
- Элвис Пресли — 13[16]
- Тейлор Свифт — 12[17]
- Мадонна — 12[18]
- Брюс Спрингстин — 12[16]
- Дэвид Боуи — 11[16]
- U2 — 11[16][19]
- Майкл Джексон — 10[16]
- ABBA, Queen — 10[16][20]
- Род Стюарт — 10[16]
- Эминем — 10[16]
- Боб Дилан, Take That, Coldplay, Кайли Миноуг[17] — 9
- Led Zeppelin, Oasis, R.E.M., Stereophonics, The Killers, Westlife — 8
- Клифф Ричард, Элтон Джон, Пол Маккартни, Эд Ширан, Джордж Майкл, Барбра Стрейзанд, Prodigy, Muse, Blur[16] — 7

Самыми успешными альбомами являются:
- Queen — Greatest Hits (1981) — 5 866 000.[22]
- Beatles — Sgt. Pepper’s Lonely Hearts Club Band (1967) — 5 059 000
- Abba — Gold Greatest Hits (1992) — 5 046 000
- Адель — 21 (2011) — 4 562 000
- Oasis — (What’s The Story) Morning Glory (1995) — 4 555 000
- Майкл Джексон — Thriller (incl. Thriller 25) (1983)
- Dire Straits — Brothers In Arms (1985)
- Pink Floyd — The Dark Side Of The Moon (1973)
- Майкл Джексон — Bad (1987)
- Queen — Greatest Hits II (1991)

Наибольшее количество времени на вершине провёл саундтрек фильма «Юг Тихого океана». Он возглавлял список 70 недель подряд с ноября 1958-го по март 1960 года, а в следующие два года также не раз поднимался на первое место, что сделало рекорд равным 115-ти неделям. Пластинка Bridge over Troubled Water дуэта Саймона и Гарфанкела занимал первое место 33 недели. Среди сольных исполнителей рекорд принадлежит Элвису Пресли, чей альбом-саундтрек G.I. Blues провёл на вершине 22 недели, а среди певиц — Адель с диском 21 (23 недели). Среди коллективов рекорд установили The Beatles альбомом Please Please Me (30 недель).
Самым юным исполнителем, возглавлявшим чарт, является участник телевизионного конкурса талантов Нил Рид, чей альбом в 1972 году добрался до вершины, когда ему было 12 лет и 9 месяцев. Аналогичный женский рекорд (17 лет, 3 месяца) принадлежит Аврил Лавин с альбомом Let Go.
Дольше всех в чарте продержались альбомы «Rumours» группы Fleetwood Mac — 484 недель, «Greatest Hits» группы Queen — 479 недель, «Bat out of hell» Meat Loaf — 474 недели, «Gold - Greatest Hits» ABBA — 449 недель.
Быстрее всех продавался Be Here Now (Oasis) — почти миллион копий в первую неделю. У женщин самым успешным по этому показателю является Life for Rent (Дайдо). Из дебютных альбомов лучший результат показала Леона Льюис со Spirit — почти полмиллиона копий за первую неделю. Ещё один участник телеконкурса — Рей Куинн (Рэй Куинн) является единственным покорителем вершины чарта (2007), не выпустившим ни одного сингла.
В 2010 году Кайли Миноуг стала первой певицей, чьи альбомы возглавляли британский альбомный чарт четыре десятилетия подряд (1980-е, 1990-е, 2000-е и 2010-е).